# Trichorthosia aselenograpta
Trichorthosia aselenograpta är en fjärilsart som beskrevs av Dyar 1916. Trichorthosia aselenograpta ingår i släktet Trichorthosia och familjen nattflyn. Inga underarter finns listade i Catalogue of Life.